# Styrax hainanensis
Styrax hainanensis är en storaxväxtart. Styrax hainanensis ingår i släktet Styrax och familjen storaxväxter.

## Underarter
Arten delas in i följande underarter:
- S. h. hainanensis
- S. h. ngokpanensis